# Camille-François Decauville
 (mai 2025).
 (mai 2025).
Motif : Epoux de, père de, neveu de. Mais à part avoir été maire de Tigery (392 habitants en 1896), quelle fut sa notoriété ?
- Archive Wikiwix
- Bing
- Cairn
- DuckDuckGo
- E. Universalis
- Gallica
- Google
- G. Books
- G. News
- G. Scholar
- Persée
- Qwant
- (zh) Baidu
- (ru) Yandex
- (wd) trouver des œuvres sur Wikidata

| 1. | Préciser le motif de la pose du bandeau. | Précisez le motif de la pose du bandeau en utilisant la syntaxe suivante : {{admissibilité à vérifier\|date=mai 2025\|motif=remplacez ce texte par le motif}}                                    |
| 2. | Informer les utilisateurs concernés.     | Pensez à avertir le créateur de l'article, par exemple, en insérant le code ci-dessous sur sa page de discussion : {{subst:avertissement admissibilité à vérifier\|Camille-François Decauville}} |

Pour les articles homonymes, voir Decauville (homonymie).
Camille-François Decauville (né en 1824 et mort le 12 novembre 1896 à Tigery) fut le maire de Tigery de 1861 à 1896,.

## Famille
Camille Decauville fut l'époux d'Alphonsine Victoire Lefevre à partir de 1853 ainsi que le père d'Alphonse Decauville, le beau-père d'Eugène Pluchet, le grand-père de Marie-Thérèse et Germaine Decauville et le beau-frère de Madame Constant Decauville. Son oncle était Armand Lefevre. D'autres parents étaient Paul Decauville, l'inventeur des jougs portatifs pour les chemins de fer de campagne, qui devint plus tard sénateur et officier de la Légion d'honneur, ainsi que Pierre Decauville, Émile Decauville, Louis Decauville, Marguerite Decauville, Armand Decauville, Abel Courveux, A. Beglet et la famille Poitrimol.

## Décès
Camille Decauville décède subitement le 12 novembre 1896, dans sa soixante-treizième année, à son domicile de Tigery. Il est inhumé le lundi 16 novembre 1896 dans le cimetière de l'église Saint-Germain-lès-Corbeil.

## Hommage

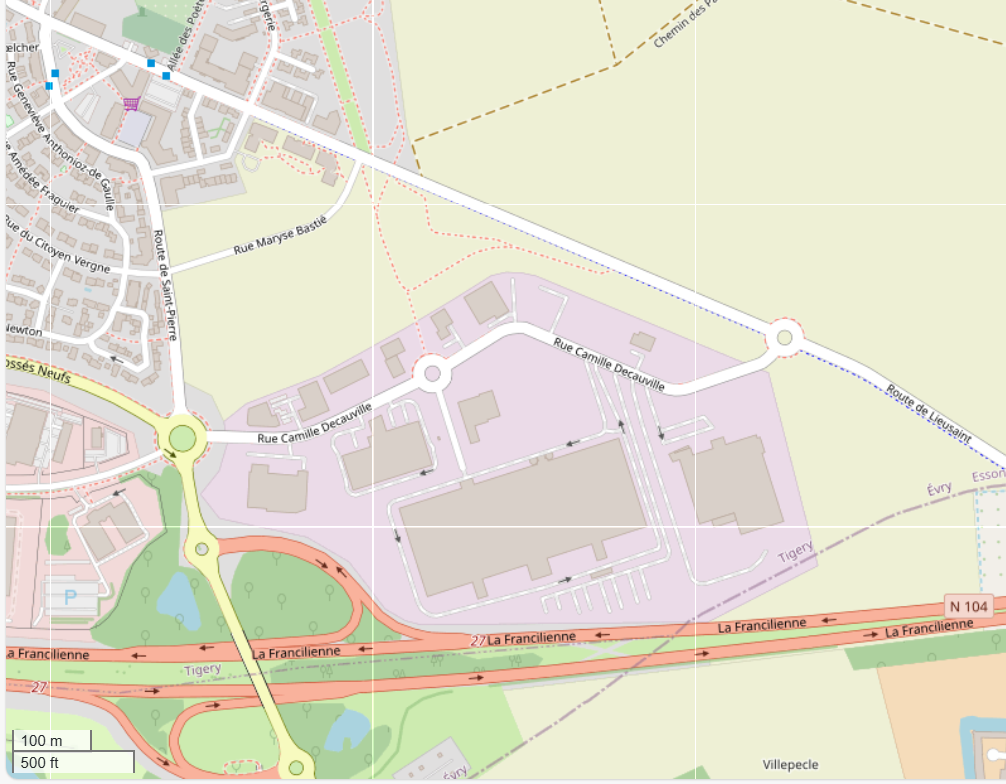
Rue Camille Decauville à Tigery

Son nom a été donné à la rue Camille Decauville (ou rue Camille Décauville) à Tigery,.